# Дельта (кратер)
Дельта (англ. Delta) — небольшой марсианский ударный кратер, расположенный на плато Меридиана. Координаты кратера — 2°02′51″ ю. ш. 5°30′27″ з. д. / 2,0476611° ю. ш. 5,5076889° з. д.. Диаметр кратера составляет порядка 13 метров. Вокруг и внутри кратера присутствуют небольшие выходы горных пород. На северо-западе от него (в 316 м) находится кратер Бигль, западнее — Гамма (в 163 м), восточнее — кратер Эмма Дин (в 215 м) и крупный кратер Виктория. 22-23 августа 2005 года (916-917 сол) в 142 м от кратера проезжал марсоход «Оппортьюнити», на пути к крупному кратеру Виктория. Исследования кратера не проводились, т.к. научной ценности не представлял.